# John Paul Wild
John Paul Wild, também conhecido como Paul Wild (Sheffield, 17 de maio de 1923 — Camberra, 10 de maio de 2008), foi um astrônomo australiano nascido no Reino Unido. Foi um pioneiro da radioastronomia.

## Condecorações
- 1974 Medalha Herschel
- 1980 Medalha Real